# Diego García (calciatore 1907)
Diego Garcia (Buenos Aires, 23 gennaio 1907 – ...) è stato un calciatore argentino, di ruolo attaccante.

## Carriera

### Club
Giocò nella massima serie argentina solo e soltanto con la maglia del San Lorenzo con cui debuttò appena diciottenne segnando 2 gol. Vincerà 2 campionati da giocatore e lo storico titolo del 1946 come allenatore.

### Nazionale
Giocò per la Nazionale argentina solo 5 partite ma con 4 gol.

## Palmarès

### Club

#### Competizioni nazionali
- Campionato argentino: 2

San Lorenzo: 1933, 1936